# Одесский листок
Оде́сский листо́к — популярная газета либерального направления, выходившая на русском языке в городе Одесса (Российская империя, в настоящее время Украина) с 30 ноября 1880 до февраля 1920 года.
В конце 1890-х годов тираж газеты составлял от 10 тысяч экземпляров, что делало «Одесский листок» крупнейшей русской провинциальной газетой, после революции 1905—1907 годов — от 12 до 40 тысяч в день .

## Общая информация
С 1872 по 1880 год выходила как «Одесский листок объявлений» (редакторы-издатели А. Серебрянников и В. В. Навроцкий.). Основатель газеты Василий Васильевич Навроцкий начинал наборщиком в типографии, но скопив необходимую сумму денег, в возрасте 21 года приступил к изданию собственной газеты «Одесский листок объявлений» размером в один лист. В 1880 году газета увеличила объём и изменила своё название.
До 1917 года выходила ежедневно, издатель-редактор В. В. Навроцкий; с 1917 издатель С. М. Навроцкая, редактор — М. Д. Горяинова.
Издание придерживалось буржуазно-либерального направления. В газете были отделы:
- Телеграммы «Одесского листка»,
- Русская печать,
- Дневник,
- Русская почта,
- Фельетон[2].

Газета освещала местную и общероссийскую общественно-политическую жизнь, публиковала корреспонденции и статьи о деятельности земств, положении крестьянства, нуждах юга России, вопросах самоуправления. «Одесский листок» публиковал коммерческую информацию, отстаивал политику протекционизма, выгодную русской буржуазии .
Редакция газеты находилась в доме Навроцкого (улица Ланжероновская, 8), который был построен в 1891—1893 годах (по проекту архитектора Г. Торичелли, под руководством архитектора К. О. Даллаквы); в 1892 году дом был увеличен на третий этаж для конторы и редакции газеты «Одесский листок», а в 1896 году к нему была присоединена ещё одна лавка (архитектор И. Ф. Яценко).
В 1913 годовая подписка на «Одесский листок» с приложением стоила 10 рублей.
24 августа 1919 года после перехода Одессы в руки Добровольческой армии, «Одесский листок» вышел с оглавлением «Измученным гражданам исстрадавшейся Одессы от освобожденного узника — „Одесского листка“ — братский привет!». В 1920 году газета была закрыта постановлением Советского правительства.

## Сотрудники
В «Одесском листке» работали такие одесские журналисты как С. Т. Герцо-Виноградский (Барон ИКС), С. И. Сычевеский, А. К. Гермониус, В. Я. Лучинский, братья А. Б. и К. Б. Карбамышевы, А. С. Попандопуло, А. М. де Рибас, С. Б. Лазарович, Станислав Радзинский и другие. В 1910-е гг. редактором газеты был Сергей Фёдорович Штерн.
В газете принимали участие столичные литераторы, в частности Аркадий Аверченко, А. Амфитеатров, Н. Теоформи, Иван Бунин, Александр Куприн, Л. Кармен, С. Юшкевич, Корней Чуковский, Максим Горький, Влас Дорошевич, Виктор Билибин. Среди корреспондентов «Одесского листка» был Владимир Жаботинский.
В период революции 1905—1907 — орган партии конституционных демократов. В 1917 году газета поддерживала Временное правительство.

## Одноимённые издания
- «Одесский Листок Объявлений» — ежедневная справочная газета, выходившая в Одессе в 1889 и 1890 годы. Редактор-издатель А. А. Туган-Мирза-Барановский.
- «Одесский листок Архивная копия от 17 ноября 2017 на Wayback Machine» — газета, издаваемая с 1994 года одесситами (и киевлянами) в США[5]. C 2004 года издатель газеты компания Baraban Архивная копия от 5 января 2009 на Wayback Machine.